# بيفرلي بيرديو
بيفرلي بيرديو (بالإنجليزية: Bev Perdue)‏ هي سياسية أمريكية تنتمي إلى الحزب الديمقراطي. ولدت بيفرلي بيرديو في 14 يناير من عام 1947 في غروندي في ولاية فرجينيا وأصبحت بيفرلي بيرديو حاكمة ولاية كارولينا الشمالية في 10 كانون الثاني - يناير من عام 2009 حيث أصبحت أول امرأة حاكمة في تاريخ الولاية حصلت بيفرلي بيرديو على درجة البكالوريوس من جامعة ولاية كنتاكي وحصلت على الماجستير والدكتوراه من جامعة ولاية فلوريداكانت بيفرلي بيرديو نائبة حاكم ولاية كارولينا الشمالية ما بين الأعوام 2001 إلى عام 2009.